# Hồ Karwowo
Karwowo là một hồ nước ở West Pomeranian Voivodeship, ở quận Łobez, thuộc Gmina obez. Nó nằm cách sông Rega khoảng 500 mét  và cách các tòa nhà dân cư là một phần của làng Karwowo khoảng một km. Diện tích hồ Karwowo là 33,3 hecta, chiều dài là 1,1 km, độ sâu tối đa là 4.2 m, và độ sâu trung bình là 3,5 m.
Trên bờ hồ Karwowo có những bến tàu nhỏ dành cho ngư dân. Trên bờ phía đông có một khu nghỉ mát và phòng tắm nhỏ với các bãi đậu xe, khu cắm trại, lò sưởi và vị trí bảo vệ trên cao. Hồ được bao quanh bởi một rừng sồi. Ngoài ra còn có 12,7 km Đường đua xe đạp xanh từ Przyborze.
Hồ Karwowo cũng là quê hương của nhiều loại cá loài, chẳng hạn như cá hanh, cá chó, cá rô, cá viền đỏ, cá chép thông thường hoặc lươn. Đó là lý do tại sao "khu câu cá" số 12 đã nằm ở đây. Hồ cũng được kết nối với sông Rega bằng một con kênh. Karwowo là một phần của cái gọi là "khu vực im lặng", được thành lập bởi Liên minh đánh cá Ba Lan. Nó có nghĩa là tất cả các tàu tự hành không được phép đánh bắt ở đây.